# Visione remota
La pratica nota come "visione remota" (in inglese remote viewing) consiste nella ricerca di informazioni su un obiettivo geograficamente distante, mai visto prima, attraverso presunte percezioni extrasensoriali, spesso descritte come i "cinque sensi della mente". Fino ad oggi, non esistono prove che confermino la validità della visione remota, e l'intero insieme di concetti ad essa associati è generalmente considerato pseudoscienza. In sostanza, una "persona capace di visione remota" è qualcuno in grado di fornire informazioni su un oggetto, una persona, un luogo o un evento non visibili e situati a una certa distanza dal sensitivo stesso.
Il termine "remote viewing" è generalmente attribuito ai fisici Russell Targ e Harold Puthoff, ricercatori in parapsicologia allo Stanford Research Institute, i quali intendevano differenziare questo fenomeno dalla chiaroveggenza, che è strettamente correlata. Tuttavia, altri attribuiscono l'introduzione del termine a Ingo Swann (1933-2013), noto sensitivo, artista e scrittore.
Il concetto di visione remota divenne noto al grande pubblico negli anni novanta, in seguito alla divulgazione parziale dei documenti del Progetto Stargate tramite il FOIA (Freedom of Information Act). Questo programma di ricerca, finanziato dal governo degli Stati Uniti a partire dal 1975, mirava a individuare eventuali applicazioni dei fenomeni parapsicologici in ambito militare e tattico. Il progetto si concluse nel 1995, con la dichiarazione ufficiale che non era mai riuscito a fornire informazioni affidabili dal punto di vista dell'intelligence.
In precedenza, la visione remota era conosciuta come telestesia, o "travelling clairvoyance", nella letteratura spirituale e dell’occulto, secondo la terminologia di William Frend De Morgan, romanziere inglese, il quale si basava anche su esperienze personali. Secondo l’autrice statunitense Rosemary Guiley, esperta di spiritismo e occulto, la visione remota può essere definita come “la capacità di vedere oggetti lontani e nascosti, attraverso la vista interiore o tramite ipotetiche esperienze extracorporee.
All’inizio del XX secolo, iniziarono le prime ricerche pubbliche sui fenomeni paranormali, condotte da eminenti scienziati dell’epoca, come Michael Faraday, Alfred Russel Wallace, Rufus Osgood Mason e William Crookes. I loro studi si focalizzarono principalmente su un ristretto gruppo di individui ritenuti dotati di particolari capacità parapsicologiche. I risultati, sebbene positivi,  furono accolti con scetticismo dalla comunità scientifica.
Negli anni trenta, Joseph Rhine estese l’ambito della parapsicologia a una popolazione più ampia, utilizzando metodologie di ricerca standard su un campione non selezionato. Come molti scienziati della generazione precedente, anche Rhine fu inizialmente riluttante a pubblicare i risultati delle sue ricerche, temendo critiche da parte della comunità scientifica, in particolare per via di possibili carenze nella randomizzazione dei bersagli, nell’uso dell’inferenza statistica e nei controlli contro errori di misurazione. Tali riserve influirono negativamente sul finanziamento delle ricerche e sul processo di revisione paritaria, relegando la parapsicologia a un ambito marginale nel panorama scientifico.
Negli anni Sessanta, questa tendenza cambiò radicalmente, grazie a un rinnovato interesse per la coscienza e i fenomeni parapsicologici ad essa associati, favorito da un clima culturale più aperto, che rese più accessibili i finanziamenti per nuove ricerche. Nei primi anni Settanta, Harold Puthoff e Russell Targ condussero i primi esperimenti di parapsicologia con finanziamenti privati. Tali studi furono realizzati presso il Laboratorio di Bioingegneria ed Elettronica dello Stanford Research Institute, con il supporto della Parapsychology Foundation e dell’Institute of Noetic Sciences.
Sul finire del decennio, i fisici John G. Taylor ed Eduardo Balanovski condussero esperimenti di visione remota sul sensitivo Matthew Manning, i cui esiti furono giudicati come "un totale insuccesso". Uno dei primi esperimenti fu adottato come riferimento metodologico per studi successivi, ma fu criticato per la possibile presenza di suggerimenti involontari ai partecipanti. Indagini successive esclusero tale possibilità. Si concluse che le descrizioni fornite dai soggetti coinvolti nel Progetto Stargate erano troppo vaghe, generiche e inefficaci per fini di intelligence.